# Катанезе I (Рагуза)
Катанезе I је насеље у Италији у округу Рагуза, региону Сицилија.
Према процени из 2011. у насељу је живело 33 становника. Насеље се налази на надморској висини од 352 м.